# 'Tis Time for "Torture," Princess
'Tis Time for "Torture," Princess (姫様"拷問"の時間です, Hime-sama "Gōmon" no Jikan desu) est une série de manga écrite par Robinson Haruhara et dessinée par Hirakei. Sa publication a commencée en avril 2019 et terminée  en août 2025 sur la plateforme Shōnen Jump+. Dix-sept volumes tankōbon ont été publiés en mai 2025.
Une adaptation en série télévisée d'animation par le studio Pine Jam est diffusée au Japon de janvier à mars 2024. Une deuxième saison est annoncée sans date définie.

## Synopsis
Lors d'une bataille entre l'armée impériale humaine et les hordes démoniaques de l'Inferhorde, la princesse de l'armée est capturée avec son épée sacrée Ex. La torture régulière étant interdite par le traité sur les prisonniers de guerre conclu entre les deux parties, la grande inquisitrice, Torture Tortura, emploie des techniques de torture inhabituelles, en appâtant sa prisonnière avec des repas et de collations alléchantes de la culture japonaise.
Si la princesse, qui tente tant bien que mal de succomber à son appétit, dévoile après maintes et maintes fois d’anecdotes triviales un secret utile à la conquête du royaume humain, le Seigneur de l'Enfer ne profite pas de l'occasion faute de suivre son planning ou ses valeurs.

## Personnages

### Personnages principaux
Princesse (姫様, Hime-sama)
Voix japonaise : Haruka Shiraishi
Commandante du troisième ordre de l'armée impériale et la princesse du royaume du monde humain. C'est une combattante redoutable mais en tant que fine gourmette, elle est très sensible aux tactiques de torture employées par Tortura.
Excalibur (エクスカリバー, Ekusukaribaa)
Voix japonaise : Chikahiro Kobayashi
Surnommé "Ex", il est l'épée sainte légendaire de la princesse, qui agit comme son bras droit. Il tente bien souvent de dire à la princesse de ne pas se soumettre aux tortures de Tortura et éviter la fuite des secrets impériaux mais ses tentatives ne trouvent rarement le succès car la princesse finissant par céder.
Torture Tortura (トーチャー・トルチュール, Tōchā Toruchūru)
Voix japonaise : Shizuka Itō
Grande inquisitrice (rang le plus élevée d'interrogateur) de l'Inferhorde, principale tortionnaire de la Princesse. Elle se spécialise dans la torture alimentaire, utilisant les aspects appétissants et irrésistibles des aliments et des en-cas pour inciter la princesse à révéler ses secrets.

### Tortionnaires
Datama (ダターマ, Datāma)
Principal assistant de Torture Tortura, il possède une étoile peinte à la main sur le visage et une stature intimidante. Il aide généralement à cuisiner et à présenter ses "tortures" à base de nourriture.
Youki (陽鬼, Yōki) et Inki (陰鬼, Inki)
Voix japonaise : Anna Nagase (Youki), Honoka Inoue (Inki)
Bicorne Youki et unicorne Inki sont des sœurs Oni (en fait, cousins) qui occupent le rang de "Lieutorments" (tortionnaires de niveau intermédiaire). Elles sont spécialisées dans les "torture" par des activités sociales. Elles semblent désireuses à se lier d'amitié avec la princesse.
Krall (クロル, Kuroru)
Voix japonaise : Aya Yamane
Combattante de haut niveau et tortionnaire expérimentée, la dompteuse de bêtes Krall est spécialisée dans la "torture" de type zoologique, employant à la fois des bêtes en apparance féroces et animaux mignons comme méthodes d'interrogation.
Giant (ジャイアント, Jaianto)
Voix japonaise : Ai Kayano
Douce géante que la princesse surnomme "Master Mama". Elle semble plus intéressée par les activités relaxantes et les loisirs modérés que par les tortures.
Mao-Mao (マオマオちゃん, Maomao-chan)
Voix japonaise : Rina Hidaka
Jeune fille mignonne et pure du seigneur de l'enfer, qui emploie des méthodes de "torture" innocentes et enfantines pour inciter la princesse à partager ses secrets.
Gilga (ギルガ, Giruga)
Voix japonaise : Sayaka Senbongi
Armurière de l'Inferhorde et l'amie intime de Tortura. Bien qu'elle ne soit pas une tortionnaire officielle, elle participe à quelques séances de torture de la princesse.
Vanilla Peschutz (バニラ・ペシュッツ, Banira Peshuttsu)
Voix japonaise : Miyu Tomita
Jeune vampire orgueilleuse mais immature du clan noble "Peschutz". Elle a le rang d' "Harm-Marshal" (tortionnaires de niveau avancé), mais elle est encore inexpérimentée en matière de tortures. Malgré ses échecs répétés, elle parvient à créer des liens avec la princesse.

### Inferhorde
Seigneur de l'enfer (魔王, Maō)
Voix japonaise : Tesshō Genda
Pandémonarque de l'Inferhorde. Conquérant démoniaque souhaitant soumettre le monde humain, il emploie divers tortionnaires pour interroger la princesse et obtenir les secrets du royaume du monde humain en vue de l'invasion de son armée. Cependant, il finit souvent par ne pas s'en servir à cause de ses excuses égoïstes. Il est également père de famille et apprécie la culture japonaise.
Lulune (ルルン, Rurun)
Voix japonaise : Mai Nakahara
Épouse du seigneur de l'enfer et reine de l'Inferhorde. Bien qu'elle occupe le poste de reine à Hellholm, elle mène une vie modeste aux côtés du seigneur de l'enfer et de sa fille, Maomao. Elle est mature, intelligente et belle.
Canadge (カナッジ, Kanajji)
Voix japonaise : Jun Fukushima
Cochon humanoïde nain qui sert d'assistant au seigneur de l'enfer.

### Royaume humain
Louch Brittan (ルーシュ・ブリタン, Rūshu Buritan)
Chevalier blanc employé par l'armée impériale pour sauver la princesse de la captivité de l'Inferhorde, c'est un combattant puissant mais peu séduisant.
Jimochi (ジモチ)
Voix japonaise : Hōchū Ōtsuka
Ancien chevalier impérial devenu le majordome de la princesse, il apparaissait toujours dans ses flashbacks. s'il supervisait rigoureusement les entraînements de la princesse, il lui offrait secrètement des gourmandises et autres repas après ses entraînements.

## Média

### Manga
La série est écrite par Robinson Haruhara et illustrée par Hirakei. Elle a commencé sa publication sur le site Shōnen Jump+ le 4 avril 2019. Le premier volume tankōbon est sorti le 4 septembre 2019. En mai 2025, dix-sept volumes ont été publiés.
En octobre 2019, Manga Plus a annoncé que la série serait également publié sur son application et son site Web.

#### Liste des volumes
| no | Japon            | Japon             |
| no | Date de sortie   | ISBN              |
| -- | ---------------- | ----------------- |
| 1  | 4 septembre 2019 | 978-4-08-882045-3 |
| 2  | 4 février 2020   | 978-4-08-882221-1 |
| 3  | 4 août 2020      | 978-4-08-882398-0 |
| 4  | 4 novembre 2020  | 978-4-08-882524-3 |
| 5  | 4 janvier 2021   | 978-4-08-882535-9 |
| 6  | 2 juillet 2021   | 978-4-08-882719-3 |
| 7  | 3 septembre 2021 | 978-4-08-882765-0 |
| 8  | 4 janvier 2022   | 978-4-08-882886-2 |
| 9  | 2 mai 2022       | 978-4-08-883122-0 |
| 10 | 4 octobre 2022   | 978-4-08-883277-7 |
| 11 | 3 mars 2023      | 978-4-08-883444-3 |
| 12 | 4 juillet 2023   | 978-4-08-883622-5 |
| 13 | 4 janvier 2024   | 978-4-08-883843-4 |
| 14 | 4 mars 2024      | 978-4-08-883869-4 |
| 15 | 2 mai 2024       | 978-4-08-884067-3 |
| 16 | 4 octobre 2024   | 978-4-08-884283-7 |
| 17 | 2 mai 2025       | 978-4-08-884550-0 |
| 18 | 4 novembre 2025  |                   |
| 19 | 5 janvier 2026   |                   |

### Anime
Une adaptation en série télévisée animée est annoncée le 27 juin 2023. Elle sera produite par Pine Jam, réalisée par Yōko Kanemori et écrite par Kazuyuki Fudeyasu; les character designers sont fournis par Toshiya Kōno et Satoshi Furuhashi avec une musique composée par Masaru Yokoyama.
Elle est diffusée du 9 janvier au 26 mars 2024 sur Tokyo MX.
Shallm interprète l'opening de la série intitulé "Massakasa Magic!" (まっさかさマジック！), tandis que Leevelles interprète son ending intitulé "Ashita wa Ashita no Kaze ga Fuku" (明日は明日の風が吹く).
La série est licenciée par Crunchyroll. Medialink assure la diffusion en Asie du Sud et du Sud-Est via sa chaîne YouTube Ani-One Asia,.
Une deuxième saison est annoncée à l'issue de la diffusion de la première, la date de sortie encore non définie.

### Liste des épisodes
| No | Titre français | Titre japonais | Titre japonais | Date de 1re diffusion |
| No | Titre français | Kanji          | Rōmaji         | Date de 1re diffusion |
| -- | -------------- | -------------- | -------------- | --------------------- |
| 1  | Épisode 1      |                |                | 9 janvier 2024        |
| 2  | Épisode 2      |                |                | 16 janvier 2024       |
| 3  | Épisode 3      |                |                | 23 janvier 2024       |
| 4  | Épisode 4      |                |                | 30 janvier 2024       |
| 5  | Épisode 5      |                |                | 6 février 2024        |
| 6  | Épisode 6      |                |                | 13 février 2024       |
| 7  | Épisode 7      |                |                | 20 février 2024       |
| 8  | Épisode 8      |                |                | 27 février 2024       |
| 9  | Épisode 9      |                |                | 5 mars 2024           |
| 10 | Épisode 10     |                |                | 12 mars 2024          |
| 11 | Épisode 11     |                |                | 19 mars 2024          |
| 12 | Épisode 12     |                |                | 26 mars 2024          |

### Autre média
La princesse est un des personnages jouables du jeu vidéo Captain Velvet Meteor : The Jump+ Dimensions sorti sur Nintendo Switch le 28 juillet 2022.

## Accueil
En 2020, la série s'est classée deuxième au Next Manga Award dans la catégorie web manga. Makoto Yukimura, auteur de Vinland Saga, a recommandé la série, la qualifiant de « manga préféré du moment ».